# 엘레나 베르두고

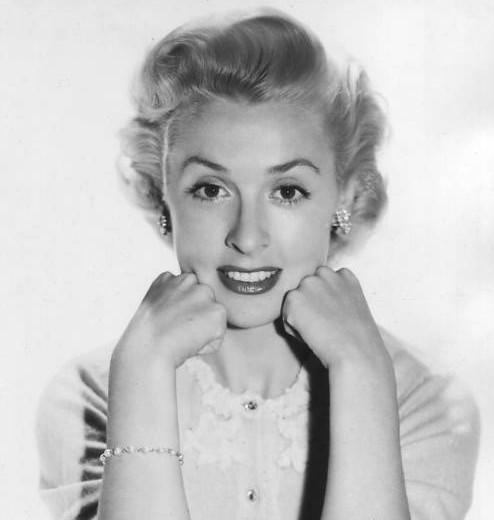

일레이나 버두고(Elena Verdugo, 1925년 4월 20일 ~ 2017년 5월 30일)는 미국의 배우이다.
판소 로블스에서 태어났으며 로스앤젤레스에서 사망하였다. 사인은 질병이다.

## 출연 작품
- 리얼 타잔 (2004년) - 본인 역
- 타인의 초상 (1978년)
- 유럽에서 생긴 일 (1968년)
- 패스파인더 (1952년)
- 정글보이 봄바 3 (1950년)
- 시라노 (1950년)
- 프랑켄슈타인의 집 (1944년)
- 달과 6펜스 (1942년)
- 리비아 상륙작전 (1942년)
- 다운 아젠틴 웨이 (1940년)

### 텔레비전
- 닥터 웰비 (1969-76)